# Варваровка (Первомайский сельсовет)
Варваровка — село в Каменском районе Пензенской области Российской Федерации, входит в состав Первомайского сельсовета.

## География
Село расположено в 2 км на север от центра сельсовета села Батрак и в 5 км на запад от города Каменки, рядом с селом протекает река Малый Атмис.

## История
Основано помещиком в первой половине XIX в. Перед отменой крепостного права д. Варварина «Блиновской вотчины» Марии Васильевны Нарышкиной. В Варварино у помещицы 280 ревизских душ крестьян, у них 70 дворов на 79 десятинах усадебной земли, 122 тягла (повинности отбывали смешанно – барщина и оброк, с окладной души или земельного участка платили по 7 руб. в год, кроме того по 3 руб. на подати и прочие расходы), у крестьян 927 дес. пашни, 247 дес. сенокоса и 53 дес. выгона, у помещицы – 440 дес. удобной земли, в том числе леса и кустарника 182 дес. Крестьяне вотчины в целом обрабатывали 1077 дес. барской пашни, сад и огород, возили хлеб к местам продажи, убирали 100 дес. сенного покоса, охраняли лес, хлеб и все строения помещицы, доставляли все материалы для господских построек. В 1877 г. – в составе Головинщинской волости Нижнеломовского уезда Пензенской губернии, 110 дворов. Крестьяне приходом состояли при Сретенской церкви с. Старая Есинеевка. В 1911 г. – село Кевдо-Мельситовской волости Нижнеломовского уезда, одно крестьянское общество, 142 двора, церковь, водяная мельница, ветряная мельница, кузница, кирпичный сарай, 2 лавки.
С 1928 года село являлось центром сельсовета Каменского района Пензенского округа Средне-Волжской области (с 1939 года — в составе Пензенской области). В 1955 г. – в составе Кевдо-Мельситовского сельсовета, центральная усадьба колхоза имени Пушкина. В 1980-е годы – в составе Первомайского сельсовета, центральная усадьба совхоза «Варваровский». С 1990 года — административный центр Варваровского сельсовета, с 2010 года вновь в составе Первомайского сельсовета.
До 2015 года в селе действовала основная общеобразовательная школа.

## Население
| 1864 | 1896 | 1911 | 1926 | 1930 | 1939 | 1959 |
| ---- | ---- | ---- | ---- | ---- | ---- | ---- |
| 276  | ↗293 | ↗413 | ↗444 | ↗500 | ↘348 | ↗357 |
| 1979 | 1989 | 2002 | 2010 |      |      |      |
| ↗679 | ↗792 | ↗991 | ↗998 |      |      |      |

## Инфраструктура
В селе имеются дом культуры, фельдшерско-акушерский пункт, отделение почтовой связи.